# ボーリングマシン運転者
ボーリングマシン運転者（ボーリングマシンうんてんしゃ）とは、ボーリングマシンの運転の業務に係る特別教育を修了した者。

## 概要
- ボーリングマシンの運転の業務

## 受講資格
- 満18歳以上

## 特別教育
- 特別教育は各事業所（企業等）又は都道府県労働局長登録教習機関により行われる。
- 安全衛生特別教育規程（昭和47年労働省告示第92号）で規定された履修時間は12時間（以上）となっている。

### 講習科目
- 学科
  1. ボーリングマシンに関する知識（4時間）
  2. ボーリングマシンの運転に必要な一般的事項に関する知識（2時間）
  3. 関係法令（1時間）
- 実技
  1. ボーリングマシンの運転（4時間）
  2. ボーリングマシンの運転のための合図（1時間）

## 運転できるボーリングマシン
- ボーリングマシン